# Lentföhrden
Lentföhrden er en by og en kommune i det nordlige Tyskland, beliggende i Amt Auenland Südholstein i den vestlige del af Kreis Segeberg. Kreis Segeberg ligger i den sydøstlige del af delstaten Slesvig-Holsten.

## Geografi
Lentföhrden ligger i et stort mose- og hedeområde, der dog for en del er tilplantet med skov.
Kommunen ligger nord for Hamborg ved Bundesstraße B 4 mellem byerne Bad Bramstedt og Kaltenkirchen. Ved kommunens østgrænse går motorvejen A 7 med nærmeste tilkørsel ved Kaltenkirchen . Lentföhrden ligger ved jernbanen Hamburg-Altona–Kaltenkirchen–Neumünster.